# Dreamin’ Sun
Dreamin’ Sun (jap. 夢みる太陽, Yume Miru Taiyō) ist ein Manga von Ichigo Takano, der von 2007 bis 2011 in Japan erschien. Das Werk ist in die Genres Shōjo und Romantik einzuordnen.

## Inhalt
Das Mädchen Shimana Kameko (亀戸 しま奈) fühlt sich zu Hause nicht mehr glücklich. Nachdem ihre Mutter gestorben ist, hat ihr Vater erneut geheiratet und nun mit Shimanas Stiefmutter ein zweites Kind. Die ganze Aufmerksamkeit der Familie gilt nun ihrem kleinen Brüderlein, und Shimana fürchtet, ihre verstorbene Mutter zu verraten, wenn sie sich auf die neue Familie einlässt. Sie schwänzt die Schule und will von zu Hause weglaufen. Im Park stolpert sie über Taiga Fujiwara (藤原 虎), der dort betrunken liegt. Er kommt nicht in sein Haus, da er wegen seiner Trunkenheit ausgesperrt wurde und bietet Kameko ein Zimmer unter drei Bedingungen an: Sie soll ihm erzählen, warum sie von zu Hause ausgerissen ist, sie soll den Schlüssel eines der beiden Mitbewohner finden und sie soll sich verlieben. Nachdem sie von ihrem Schicksal erzählt hat, erfährt Kameko, dass die beiden Mitbewohner auf ihre Schule gehen. Zen Nakajo (中城 善) geht in ihre Klasse, liebt Pandas und Kung-Fu. Seinen Schlüssel findet Kameko bald. Asahi Tatsugae (龍ヶ江 朝陽) ist ein Jahr älter als Kameko und in der Schule eine unauffällige Leseratte – anders als zu Hause. Mit dem Verlieben darf sich Kameko noch etwas Zeit lassen, doch nachdem sie in das Haus der drei jungen Männer eingezogen ist, entwickeln sich bald mehr Gefühle als nur Freundschaft.

## Veröffentlichung
Die Serie erschien in Japan von Oktober 2007 bis August 2011 im Magazin Bessatsu Margaret bei Shūeisha. Die Kapitel wurden auch gesammelt in 10 Bänden veröffentlicht, zunächst von Shūeisha und dann bei Futabasha. Die einzelnen Bände verkauften sich über 33.000-mal.
Eine englische Übersetzung der Serie erscheint bei Seven Seas Entertainment, eine französische bei Delcourt und eine italienische bei Flashbook Edizioni. Bei Carlsen Manga erschien von November 2017 bis Februar 2020 eine deutsche Fassung in einer Übersetzung von Lasse Christian Christiansen mit allen zehn Bänden.